# Bollullos Par del Condado
Bollullos Par del Condado è un comune spagnolo di 12 975 abitanti situato nella comunità autonoma dell'Andalusia.